# N'abandonnez jamais
N'abandonnez jamais (Jump the Shark) est le 15e épisode de la saison 9 de la série télévisée X-Files. Dans cet épisode, les Bandits solitaires tentent de déjouer un complot visant à libérer une arme biologique.
Cet épisode est le troisième et dernier de la série centré sur les Bandits solitaires et sert de conclusion à la série The Lone Gunmen : Au cœur du complot. Il a été difficile à produire car les responsables de Fox ne voulaient pas que ce trio de personnages réapparaisse dans X-Files. Il a obtenu des critiques plutôt défavorables, son dénouement ayant été particulièrement controversé.

## Résumé
Morris Fletcher se trouve au large des Bahamas quand trois hommes arrosent son yacht d'essence et le font exploser. Repêché par les garde-côtes, Fletcher demande à voir John Doggett et Monica Reyes et attire leur attention en évoquant les super-soldats. Il prétend qu'Eve Adelys Harlow, une amie des Lone Gunmen qui a disparu depuis un an, est un super-soldat. Les Lone Gunmen refusent de croire Fletcher mais se mettent néanmoins à la recherche de Harlow, d'autant que Jimmy Bond, leur associé parti sur les traces d'Harlow, vient confirmer certaines déclarations de Fletcher.
Eve Adelys Harlow tue un professeur de biologie, prélève l'un de ses organes et le fait brûler dans un incinérateur. Doggett et Reyes enquêtent sur le meurtre et découvrent que le corps produit de la bioluminescence. Les Lone Gunmen retrouvent Harlow juste à temps pour l'empêcher de commettre un deuxième meurtre. Ils la ramènent chez eux et elle leur raconte que l'histoire de Fletcher sur les super-soldats était un leurre. Fletcher devait en fait la retrouver pour le compte de son père. Celui-ci est un terroriste qui a financé la mise au point d'une arme biologique. Le professeur qu'Harlow a tué travaillait pour lui, et son corps abritait une capsule contenant ce virus et fabriquée à partir de cartilage de requin. Southall, l'homme qu'elle était sur le point de tuer, est le deuxième hôte du virus, lequel va être libéré dans quelques heures.
Doggett et Reyes arrêtent Southall mais le virus ne se trouve pas dans le corps de celui-ci. Comprenant qu'il a été manipulé par le père d'Harlow, Fletcher aide les Lone Gunmen à identifier le véritable porteur du virus. Le trio poursuit le terroriste et le cerne dans une aile d'un bâtiment où se tient une conférence scientifique. Quand ils se rendent compte qu'il ne reste pas assez de temps pour qu'ils retirent la capsule, ils déclenchent une alarme, ce qui conduit à la fermeture des portes de sécurité. Ils sacrifient ainsi leurs vies pour que le virus ne soit relâché que dans l'espace confiné où ils sont piégés avec le terroriste. Skinner fait jouer ses relations pour qu'ils soient enterrés au cimetière national d'Arlington, où Scully leur rend un dernier hommage.

## Distribution
- Gillian Anderson : Dana Scully
- Robert Patrick : John Doggett
- Annabeth Gish : Monica Reyes
- Mitch Pileggi : Walter Skinner
- Bruce Harwood : John Fitzgerald Byers
- Tom Braidwood : Melvin Frohike
- Dean Haglund : Richard Langly
- Michael McKean : Morris Fletcher
- Stephen Snedden : Jimmy Bond
- Zuleikha Robinson : Eve Adelys Harlow / Lois Runce
- Jim Fyfe : Kimmy Belmont
- Marcus Giamatti : John Gillnitz

## Production
L'épisode est conçu comme un moyen de donner une conclusion à The Lone Gunmen : Au cœur du complot, la série dérivée de X-Files, dont l'annulation est vue par Vince Gilligan, l'un de ses créateurs, comme une « blessure ouverte ». Il se révèle très difficile à produire car les responsables de Fox ne veulent plus entendre parler des Lone Gunmen. Le studio informe Frank Spotnitz qu'il n'autorise pas ces personnages à revenir d'une manière conséquente au cours de la neuvième saison de X-Files. Spotnitz insiste et finit par obtenir gain de cause après une longue lutte, en grande partie parce qu'il informe les responsables que le scénario prévoit de faire mourir les personnages.
En raison de la nature particulière de l'épisode, qui fonctionne comme un crossover avec The Lone Gunmen : Au cœur du complot, les personnages de Yves Adele Harlow, Jimmy Bond et Morris Fletcher, qui jouaient un rôle dans cette série, font également leur retour. Le titre original de l'épisode, Jump the Shark, est une référence humoristique à l'expression jumping the shark, utilisée pour désigner le moment où la qualité d'une série commence à baisser notablement. Chris Carter confirme plus tard que ce choix de titre était ironique, comme une façon de se moquer des détracteurs de la neuvième saison.
Des rumeurs à propos de la mort des Lone Gunmen dans l'épisode circulent plus d'un mois avant sa diffusion. Ce choix de tuer les trois personnages provoque une controverse. Vince Gilligan, l'un des trois scénaristes de l'épisode avec Frank Spotnitz et John Shiban, reconnaît plus tard qu'ils ont « fait le mauvais choix ». Frank Spotnitz déclare quant à lui : « je ne peux pas dire que je regrette de les avoir tués car, comme vous le savez, personne ne meurt jamais vraiment dans X-Files. Mais, sur le plan de la tonalité, cela a été une erreur de conclure l'épisode sur une note aussi sombre. Nous aurions dû terminer sur un rire ou au moins un sourire ». Bruce Harwood et Dean Haglund se sont toutefois déclarés satisfaits de la façon dont leurs personnages ont tiré leur révérence,. Dans The X-Files Season 10, la suite de la série publiée sous forme de comics, l'épisode subit un effet de continuité rétroactive puisqu'il est révélé que les Lone Gunmen n'ont fait que simuler leur mort et qu'ils travaillent désormais dans la clandestinité avec l'assistance du FBI. La mort des Lone Gunmen est cependant réaffirmée dans la saison 10 de la série télévisée.

## Accueil

### Audiences
Lors de sa première diffusion aux États-Unis, l'épisode réalise un score de 5,1 sur l'échelle de Nielsen, avec 8 % de parts de marché, et est regardé par 8,6 millions de téléspectateurs.

### Accueil critique
L'épisode obtient des critiques assez défavorables, notamment en ce qui concerne son dénouement. Zack Handlen, du site The A.V. Club, lui donne la note de B-, évoquant un épisode qui part sur de bonnes bases, entre comédie et mélancolie sous-jacente, et intègre l'idée « brillante » de laisser à Michael McKean le soin d'assurer tous les dialogues explicatifs, mais où trop de points sont incompréhensibles pour les téléspectateurs n'ayant pas vu The Lone Gunmen : Au cœur du complot. L'épisode aurait été un « divertissement agréable » s'il n'y avait pas eu les cinq dernières minutes qui « laissent un sale goût dans la bouche », la mort des Lone Gunmen sonnant comme une punition envers le public pour ne pas avoir regardé leur spin-off. Le site Le Monde des Avengers estime que l'intrigue est « efficacement construite, offrant de nombreux rebondissements des plus réussis », et que « Michael McKean se montre toujours crapuleux et hilarant » mais ces éléments sont très secondaires face à ce qui est « la plus néfaste décision jamais prise » par l'équipe de production de la série tant « on ne perçoit pas l’intérêt de faire prendre une porte de sortie aussi définitive et sordide à ces fabuleux personnages ».
Pour John Keegan, du site Critical Myth, qui lui donne la note de 4/10, une partie beaucoup trop importante de l'épisode est consacrée à l'exposition, alors que la résolution est « désinvolte et peu convaincante ». Keegan déplore également l'absence de Mulder, ne serait-ce que pour un caméo en fin d'épisode, au vu de son passé commun avec les Lone Gunmen. Dans leur livre sur la série, Robert Shearman et Lars Pearson lui donnent la note de 1/5, critiquant sévèrement la conclusion de l'épisode et affirmant qu'à la fois les Lone Gunmen et le public « méritaient mieux que cela ».